# 方镛钦
方镛钦（英文名：Dennis Fong，亦以游戏ID名“Thresh”为人所知，1977年3月11日—），香港出生的美籍华人及企业家，前职业玩家。作为一个职业玩家，他於1997年的雷神之锤锦标赛中赢得了约翰·卡马克的法拉利328轿车，被称为“电子游戏的迈克尔·乔丹”，且在ESEA联盟的“史上最佳北美电子竞技偶像”排行榜上跻身榜首；作为一个企业家，他是Xfire、Lithium的创始人之一，并曾入围《紅鯡魚》（Red Herring）杂志“35岁以下的前20名企业家”排行榜。

## 经历
方镛钦于1977年生于香港，於11岁时迁至美国。
他在游戏里早先用的ID是“Threshold of Pain”，以此喻示自己可以承受苦痛与来自敌方的火力。但由于许多游戏都将ID长度限制在8个字符内，而据此将原名截取下前八个字符所得的“Threshol”一名听起来却不怎么酷；考虑到他也很喜欢截取前六个字符所得的“Thresh”（连续击打）一词的意韵，他最终便选用了“Thresh”作为自己的ID。
作为一名职业玩家，他以反应速度、直觉和策略上的优势而著称，为此玩家甚至还创制“Thresh ESP”（Thresh式第六感）一词以形容他对对手的位置与行动的不同寻常的洞察力，他还曾撰写过《雷神之锤圣经》总结自己的经验。
他职业生涯的最高峰是1997年的“Red Annihilation”锦标赛。他和汤姆·基兹梅（Tom Kizmey，游戏ID为“Entrophy”）从众选手中脱颖而出跻身决赛，并在“Castle of the Damned”一关进行决战，结果他以14：-1的比分取得了压倒性的胜利 。
在此之后，凭依职业生涯中所获得的奖金与代言广告的收入（每年约10万美元），他与别人合伙创建了GX Media公司，并在1999年以从CMGI所募集到的1100万美元为资本创建了游戏门户网站Gamers.com，FiringSquad一站也是他所创建，随后他还创建了Xfire公司，专注提供针对玩家需求而设计的即时通讯软件；另外，凭借Accel Partners的投资，他在2007年与他人合伙成立了Raptr公司，以向玩家提供社交网络服务与相关软件。